# Robo-G
Robo-G (ロボジー, Robo Ji) és una pel·lícula de comèdia japonesa de 2012 dirigida per Shinobu Yaguchi i protagonitzada per Mickey Curtis i Yuriko Yoshitaka. Curtis, que en aquesta pel·lícula rep el nom artístic d'Igarashi Shinjirō, interpreta el paper d'un home de 73 anys, mentre que Yoshitaka protagonitza un estudiant universitari obsessionat amb els robots.
Robo-G es va estrenar als cinemes japonesos el 14 de gener de 2012.
La cançó dels crèdits finals és una adaptació de Mr. Roboto

## Argument
Kobayashi, Nagai i Ota, tres empleats de la divisió de desenvolupament de robots de Kimura Electric Company, reben l'ordre del seu president de desenvolupar un robot bípede anomenat "New Shiokaze" en només tres mesos per promocionar l'empresa. Una setmana abans de la Robot Expo, on han de presentar el robot, es produeix un mal funcionament i el robot que tant han treballat per desenvolupar es descontrola i cau des d'una finestra a terra. L'ordinador i el maquinari es destrueixen juntament amb l'esquelet del robot.
Tement que seran acomiadats, els tres proposen un pla per superar la Robot Expo posant un humà a l'exterior restant de New Shiokaze. Fan una audició falsa per reunir actors per a un espectacle disfressat, i després de moltes voltes, la persona que trien és Suzuki Shigemitsu, un home gran que viu jubilat. Creient que és un espectacle disfressat, Suzuki es posa l'exterior de New Shiokaze i participa a la Robot Expo. Al lloc, New Shiokaze (Suzuki) salva a l'instant una estudiant universitària friki dels robots anomenada Sasaki Yoko que gairebé és aixafada per un pilar que cau, i New Shiokaze es converteix en un heroi a tot el Japó durant la nit. Amb les sol·licituds per actuar des de tot el Japó, els tres no poden retrocedir, així que li diuen la veritat a Suzuki i li demanen que continuï fent el paper de New Shiokaze.
Suzuki s'enfada i expulsa els tres. Kobayashi es penedeix de les seves accions, Ota deixa de pensar i Nagai es veu portat fins al punt d'intentar suïcidar-se disfressant d'un accident de caiguda de cotxe (però és aturat per un policia de motos que passa per davant), així que Suzuki simpatitza amb ells tres i accepta la seva petició. No obstant això, a canvi, Suzuki exigeix un tracte excepcional, com ara allotjament a l'hotel de primera classe i àpats de luxe a les destinacions de viatge de negocis. Com que Suzuki controla la seva debilitat, els tres no poden parlar amb Suzuki i no poden sol·licitar despeses a l'empresa, de manera que cauen en una situació financera ajustada. Just aleshores, New Shiokaze (Suzuki) abandona el lloc de l'esdeveniment per visitar la seva filla i els seus néts sense permís, i els tres pensen que ha desaparegut, però no poden denunciar l'incident a la policia i s'esgoten. Més tard, quan torna la Suzuki, l'Ota el renya i la Suzuki es calma. Tot i que l'Ota es queixa, s'ha aficionat a Suzuki i enganxa potents imants de neodimi a la part baixa de l'esquena de Suzuki que té lumbago.
Yoko, que s'ha convertit en una gran fan de New Shiokaze que el segueix per tot arreu, demana als tres que donin una conferència al seu club universitari de recerca en robòtica, però aquell dia, els tres es veuen aclaparats pels coneixements avançats dels estudiants de la departament de ciència i enginyeria, i comença a investigar seriosament els robots. Al principi, els tres van acceptar la sol·licitud de conferència només per diners, però estan tan impressionats per l'actitud de recerca sincera dels estudiants que comencen a construir robots seriosament i a reconstruir el robot real New Shiokaze.
Yoko, el tema de la tesi de graduació de la qual és "New Shiokaze", visita la Kimura Electric Company per buscar feina, però Ota, tement que el nou membre que s'incorpora al departament de desenvolupament de robots revelarà el secret de New Shiokaze, li diu cruelment a Yoko: "No ets apte per a robots" i "Ja no podem anar a la universitat per fer conferències". Enmig del seu dolor, la Yoko s'enfada quan troba proves que hi ha una persona dins de New Shiokaze, i comença a cooperar amb l'Itami d'una cadena local de televisió per cable per exposar el secret de Kimura Electric.
Al voltant de la mateixa època, un investigador a l'estranger assenyala que "New Shiokaze és fals", i el president de Kimura Electric organitza una conferència de premsa per aclarir la sospita. Mentrestant, Itami s'acosta a Suzuki, li presenta proves que hi ha una persona dins de New Shiokaze i li demana que "reveli la seva identitat a la roda de premsa".
Finalment arriba el dia de la roda de premsa. La Yoko rep un sobre que Kobayashi havia confiat a un estudiant del club de recerca de robots. A dins hi ha el plànol de New Shiokaze, que Kobayashi i els altres dos havien treballat dur per desenvolupar. Yoko, convençuda que els tres estan treballant seriosament en el desenvolupament del robot, es precipita al lloc de la conferència de premsa de la Divisió de Desenvolupament de Robots de Kimura Electric per evitar l'acusació d'Itami.
Quan la Yoko arriba al lloc, veu que l'Itami intenta per la força obrir el cap de New Shiokaze per fotografiar-ne l'interior, i New Shiokaze (Suzuki) fuig d'Itami. Finalment, tal com veuen molts periodistes, New Shiokaze cau des de la finestra del local a terra i és destruït. Tanmateix, el que en realitat va caure va ser un maniquí fet d'una disfressa que Suzuki havia obtingut d'un cos-player que va conèixer al lloc de l'esdeveniment, i el mateix Suzuki llença el maniquí fora de la nevera en el moment adequat, s'amaga a dins i se'n va tranquil·lament de Kimura Electric mentre tots els del recinte corren a terra.
Tot el que queda amb Suzuki és una foto de New Shiokaze feta amb els seus néts i quatre imants per enganxar a la nevera.
Un any i mig després, amb Yoko uninda a l'equip, el Departament de Desenvolupament de Robots compta ara amb quatre membres i desenvolupa New Shiokaze 2, però just abans que el robot sigui presentat a la Conferència Internacional de Robots, es produeix un accident durant una prova. i el robot cau per una finestra i es fa malbé. Al final del seu enginy, tots quatre visiten Suzuki, que encara viu jubilat com abans, i li demanen ajuda. Suzuki somriu, sentint l'inici d'alguna cosa nova.

## Repartiment
- Mickey Curtis com a Shigemitsu Suzuki,[2] un home de 73 anys.
- Yuriko Yoshitaka com a Yoko Sasaki,[2] una estudiant universitària que està obsessionada amb els robots.
- Gaku Hamada com a Hiroki Kobayashi,[2] un dels desenvolupadors de robots de Kimura Electronics.
- Junya Kawashima com a Shinya Nagai,[2] un dels desenvolupadors de robots de Kimura Electronics.
- Shogo Kawai com a Koji Ota,[2] un dels desenvolupadors de robots de Kimura Electronics.
- Tomoko Tabata com a Yayoi Itami[2]
- Takehiko Ono com a Sōsuke Kimura[2]
- Emi Wakui com a Saito Harue[2]

## Recepció
La pel·lícula va recaptar 1.160 milions ¥ al Japó.